# Радер, Матвей

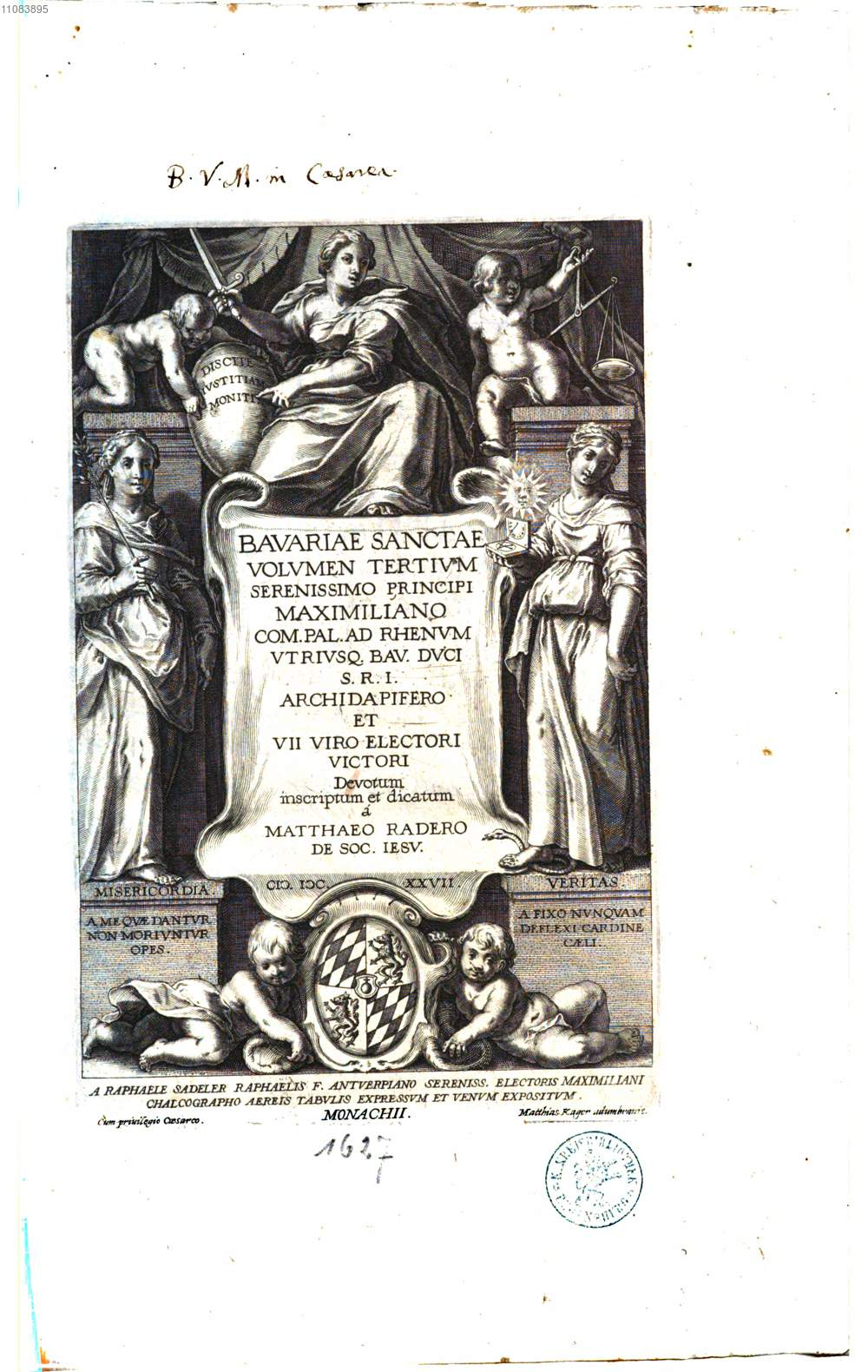
Обложка труда М. Радера «Bavaria sancta». 1627 г.

Матвей (Матеус, Матфей) Радер (нем. Matthäus Rader, лат. Mathaeus Raderus; 1561, Сан-Кандидо, Ю́жный Тиро́ль — 22 декабря 1634, Мюнхен, Баварское курфюршество)
— немецкий писатель, филолог и историк. Иезуит.

## Биография
Обучался в школе иезуитов в Мюнхене. В 1581 году был принят в орден иезуитов. Продолжил учёбу, изучая философию и богословие в Аугсбурге и Ингольштадте. Став профессором, проработал 22 года в иезуитских коллегиях в Аугсбурге, Диллингене и Мюнхене.
В 1614 году курфюрст Максимилиан I поручил ему продолжение работы над историей Баварии (Rerum Boicarum libri quinque), начатой Маркусом Вельзером.
Радер написал, среди прочего, трехтомную работу «Bavaria sancta» (1615—1627), иллюстрированный сборник святых Баварии на латинском языке. Он также был автором нескольких школьных пьес. Кроме обширных комментариев к Маршалу и Квинту Курцию, написал «Viridiarum sanctorum» (Аугсбург, 1604—1612), Его издание актов «Четвёртого Константинопольского собора (869—870)» было включено Филиппом Лаббе в сборник «Sacrosancta concilia ad regiam editionem exacta» (1672).
Считается одним из выдающихся иезуитов в Германии на рубеже XVI—XVII веков.